# Someday (singel)
Someday – singiel amerykańskiej piosenkarki Laury „LP” Pergolizzi, który został wydany 2 czerwca 2014 roku. Utwór promował trzeci album studyjny artystki zatytułowany Forever for Now.